# Rackeby socken
Rackeby socken i Västergötland ingick i Kållands härad, uppgick 1969 i Lidköpings stad och området ingår sedan 1971 i Lidköpings kommun och motsvarar från 2016 Rackeby distrikt.
Socknens areal är 20,88 kvadratkilometer varav 20,84 land. År 2000 fanns här 240 invånare. Godset Degeberg samt sockenkyrkan Rackeby kyrka ligger i socknen.

## Administrativ historik
Socknen har medeltida ursprung. 
Vid kommunreformen 1862 övergick socknens ansvar för de kyrkliga frågorna till Rackeby församling och för de borgerliga frågorna bildades Rackeby landskommun. Landskommunen uppgick 1952 i Norra Kållands landskommun som 1969 uppgick i Lidköpings stad som 1971 ombildades till Lidköpings kommun. Församlingen uppgick 2002 i Sunnersbergs församling.
1 januari 2016 inrättades distriktet Rackeby, med samma omfattning som församlingen hade 1999/2000.  
Socknen har tillhört län, fögderier, tingslag och domsagor enligt vad som beskrivs i artikeln Kållands härad. De indelta soldaterna tillhörde Västgöta-Dals regemente, Kållands kompani.

## Geografi
Rackeby socken ligger nordväst om Lidköping på västra Kålland med Vänern och skärgård i väster. Socknen är småkuperad slättbygd med skog på höjder.

## Fornlämningar
Lösfynd från stenåldern har påträffats. Från bronsåldern finns gravrösen och skärvstenshögar. Från järnåldern finns fem gravfält. Två runristningar finns, en vid kyrkan och en vid gamla skolan. Lämningar efter borgen Järnehus (Jarlehus) finns på en udde i Vänern.

## Namnet
Namnet skrevs 1358 Rakkeby och kommer från kyrkbyn. Efterleden är by, 'gård; by'. Förleden kan innehålla mansnamnet Rakke.